# Anablepsoides
Anablepsoides es un género de peces de agua dulce de la familia rivúlidos en el orden de los ciprinodontiformes, que se distribuyen por ríos de América del Sur.
Antiguamente incluido como subgénero dentro del género Rivulus, fue elevado a la categoría de género en 2011.

## Hábitat
Viven en ríos y arroyos de la sabana boscosa y en estanques y pantanos de la selva de gran parte de Sudamérica.

## Especies
Se conocen unas 49 especies válidas en este género:
- Anablepsoides amanan (Costa y Lazzarotto, 2008)
- Anablepsoides amphoreus (Huber, 1979)
- Anablepsoides atratus (Garman, 1895)
- Anablepsoides bahianus (Huber, 1990)
- Anablepsoides beniensis (Myers, 1927)
- Anablepsoides bondi (Schultz, 1949)
- Anablepsoides cajariensis (Costa y De Luca, 2011)
- Anablepsoides caurae (Radda, 2004)
- Anablepsoides cearensis (Costa y Vono, 2009)
- Anablepsoides christinae (Huber, 1992)
- Anablepsoides cryptocallus (Seegers, 1980)
- Anablepsoides deltaphilus (Seegers, 1983)
- Anablepsoides derhami (Fels y Huber, 1985)
- Anablepsoides elongatus (Fels y de Rham, 1981)
- Anablepsoides erberi (Berkenkamp, 1989)
- Anablepsoides gamae Costa, Bragança y Amorim, 2013
- Anablepsoides gaucheri (Keith, Nandrin y Le Bail, 2006)
- Anablepsoides hartii (Boulenger, 1890)
- Anablepsoides henschelae Costa, Bragança y Amorim, 2013
- Anablepsoides holmiae (Eigenmann, 1909)
- Anablepsoides igneus (Huber, 1991)
- Anablepsoides immaculatus (Thomerson, Nico y Taphorn, 1991)
- Anablepsoides intermittens (Fels y de Rham, 1981)
- Anablepsoides iridescens (Fels y de Rham, 1981)
- Anablepsoides jari Costa, Bragança y Amorim, 2013
- Anablepsoides jucundus (Huber, 1992)
- Anablepsoides lanceolatus (Eigenmann, 1909)
- Anablepsoides limoncochae (Hoedeman, 1962)
- Anablepsoides lineasoppilatae Valdesalici y Schindler, 2013
- Anablepsoides lungi (Berkenkamp, 1984)
- Anablepsoides mazaruni (Myers, 1924)
- Anablepsoides micropus (Steindachner, 1863)
- Anablepsoides monticola (Staeck y Schindler, 1997)
- Anablepsoides ophiomimus (Huber, 1992)
- Anablepsoides ornatus (Garman, 1895)
- Anablepsoides ottonii Costa, Bragança y Amorim, 2013
- Anablepsoides parlettei (Valdesalici y Schindler, 2011)
- Anablepsoides peruanus (Regan, 1903)
- Anablepsoides roraima Costa, Bragança y Amorim, 2013
- Anablepsoides rubrolineatus (Fels y de Rham, 1981)
- Anablepsoides speciosus (Fels y de Rham, 1981)
- Anablepsoides stagnatus (Eigenmann, 1909)
- Anablepsoides taeniatus (Fowler, 1945)
- Anablepsoides tessellatus (Huber, 1992)
- Anablepsoides tocantinensis (Costa, 2010)
- Anablepsoides urophthalmus (Günther, 1866)
- Anablepsoides waimacui (Eigenmann, 1909)
- Anablepsoides xanthonotus (Ahl, 1926)
- Anablepsoides xinguensis (Costa, 2010)